# Telhado embutido

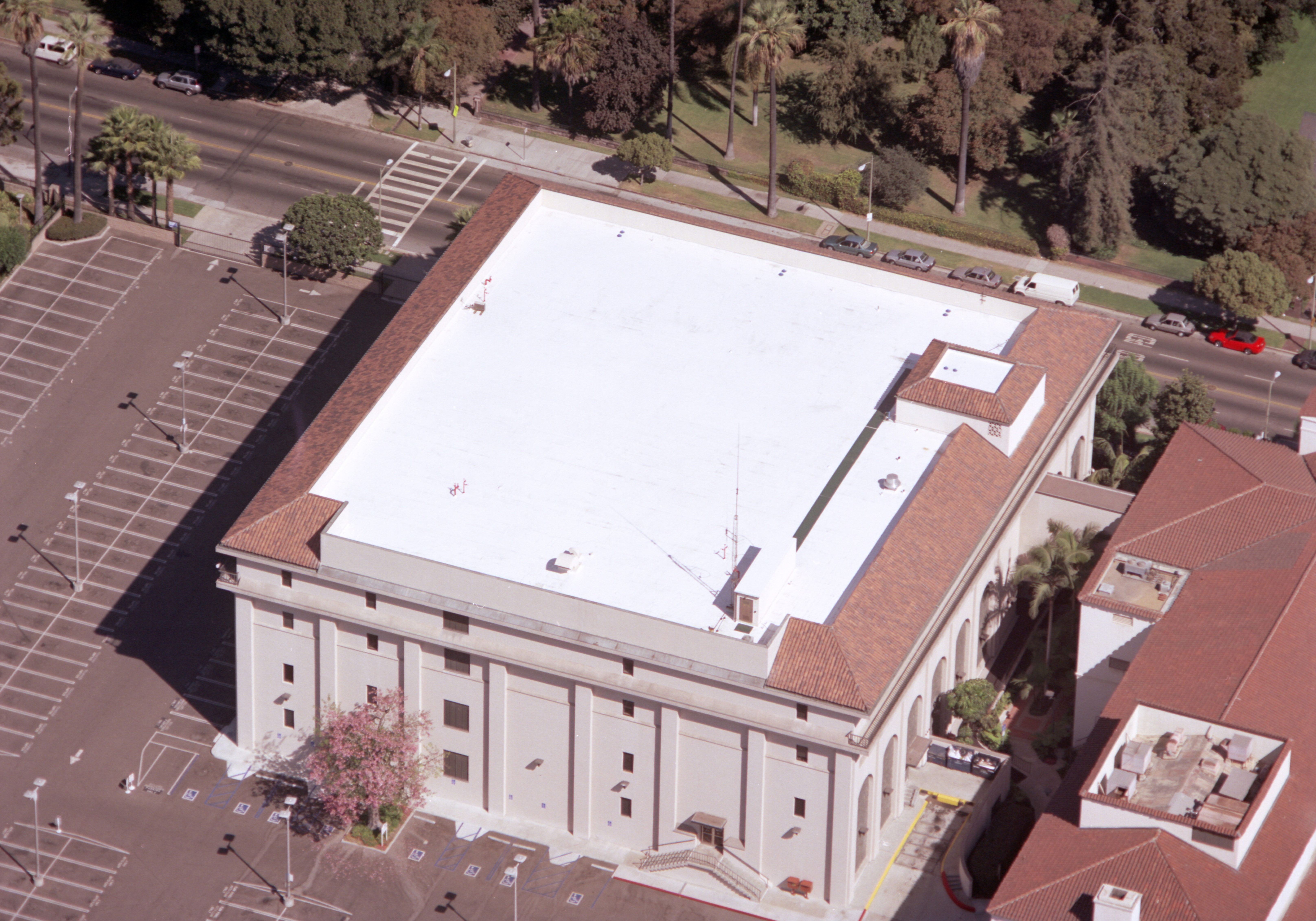
Edificação com telhado embutido em Los Angeles, Califórnia.

Um telhado embutido, também conhecido como telhado plano ou telhado oculto, consiste em um telhado que tem por base um sistema construtivo no qual suas telhas não são visíveis externamente. Em vez disso, elas são instaladas abaixo de uma estrutura, geralmente uma platibanda, que confere à edificação um aspecto mais moderno e limpo. Essa solução arquitetônica tem se popularizado nos últimos anos, tanto em construções residenciais quanto comerciais. Devido às suas diversas vantagens e versatilidades estéticas e arquitetônicas, os telhados embutidos têm sido particularmente muito adotados em construções residenciais de alto padrão.

## Características
A busca por soluções arquitetônicas mais modernas e eficientes tem impulsionado a utilização de telhados embutidos. Essa tecnologia, que oculta as telhas tradicionais, permite a criação de projetos visualmente mais limpos e integrados à paisagem urbana. Além do aspecto estético, os telhados embutidos oferecem diversos benefícios funcionais, como maior capacidade de isolamento térmico e acústico, sobretudo quando adotado em conjunto com telhas termoacústicas.
O telhado embutido corresponde a uma solução versátil e eficiente do ponto de vista construtivo,  uma vez que oferece diversas vantagens em termos de estética, funcionalidade, durabilidade e conforto interno. No entanto, sua montagem exige um projeto cuidadoso e mão-de-obra de qualidade para garantir o bom funcionamento da estrutura.
No caso de serem instalados em locais de clima mais frio, sujeito ao acúmulo de grandes quantidades de neve, sua estrutura deve ser dimensionada de modo a suportar a carga de peso adicional exercida pelo gelo ao longo do período invernal.
Outro importante fator de carga estrutural importante de ser considerado nos calculos de dimendionamento da estrutura desses telhados é a força exercida pelos ventos. Todavia, devido à menor presença de pontos de encaixe entre as telhas, os telhados embutidos tendem a apresentar menos problemas em relação à ocorrência de infiltrações e goteiras. A presença da platibanda também fornece proteção extra contra ventos, de modo que estes telhados se mostram mais resistentes em situações de ocorrência de tempestades severas.
| Característica                | Telhado Embutido           | Telhado Convencional             |
| Aspecto                       | Moderno, visualmente limpo | Tradicional, com telhas visíveis |
| Isolamento térmico e acústico | Maior                      | Menor                            |
| Conforto ao usuário           | Maior                      | Menor                            |
| Capacidade de drenagem        | Menor                      | Maior                            |
| Resistência à neve            | Menor                      | Maior                            |
| Resistência ao vento          | Maior                      | Menor                            |
| Manutenção                    | Mais complexa              | Mais simples                     |
| Custo final                   | Mais elevado               | Mais acessível                   |

### Elementos
Ao escolher entre um telhado embutido e um telhado convencional é preciso considerar diversos fatores, como o custo, a estética final desejada e a funcionalidade do imóvel. 
De modo geral, os telhados embutidos contam com os seguintes elementos e parâmetros construtivos:

#### Estrutura
A laje deve ser projetada para suportar o peso do telhado, dos revestimentos, dos suportes e das cargas adicionais, como pessoas e equipamentos eventualmente ali instalados, incluindo também eventuais presenças de reservatórios de água e aparelhos de ar-condicionado. Assim, a estrutura de apoio, podendo contar com paredes estruturais, vigas e pilares, deve ser dimensionada na fase de projeto da obra para garantir a segurança e a durabilidade do telhado.

#### Platibanda
A platibanda consiste em um elemento de alvenaria que tem como principal função proteger e ocultar as telhas, conferindo um aspecto contínuo à fachada da edificação.

#### Telhas
As telhas utilizadas podem ser de diversos tipos e materiais, incluindo cerâmica, concreto, fibrocimento, polímeros ou metais. Contudo, normalmente a mais recomendada pelos engenheiros é a telha termoacústica, também conhecida popularmente como "telha sanduíche", uma vez que além de maior durabilidade, entrega desempenho superior em relação ao conforto térmico e acústico do ambiente interno.

#### Inclinação
Embora seja também chamado de telhado plano, o telhado embutido possui uma leve inclinação para garantir o escoamento da água da chuva. Essa inclinação é geralmente imperceptível a olho nu, sendo alcançada através de um caimento sutil da laje. Deste modo um sistema de drenagem eficiente é fundamental para evitar infiltrações e danos à estrutura. Ele é composto por calhas, condutores e rufos, que direcionam as águas para o sistema de coleta de águas pluviais, para um sistema de reaproveitamento ou para um ponto de descarte adequado.

#### Impermeabilização
Em alguns casos, estes telhados  requerem  a adoção de métodos de impermeabilização eficientes para que se evitem infiltrações. A escolha do material impermeabilizante é crucial para a durabilidade do telhado. Os mais utilizados são capas metálicas, mantas betuminosas, tintas especiais ou membranas sintéticas.